# Ilog (Philippines)
Pour les articles homonymes, voir Ilog.
Ilog est une localité de la province du Negros occidental, aux Philippines. En 2015, elle compte 57 389 habitants.